# Ильинский (Карелия)
Ильи́нский (карел. Alavoine) — посёлок в Олонецком национальном районе Карелии, административный центр Ильинского сельского поселения.

## География
Расположен в 19 км к западу от Олонца, на реке Олонка, в четырёх километрах к востоку от побережья Ладожского озера.

## История
Первым поселением на территории современного посёлка была деревня Юксила, упоминаемая в писцовой книге Обонежской пятины в 1651 году.
В 1927 году организован лесозавод «Ильинский».
В 1932 году с освоения «Сяндебских болот» было положено начало совхоза «Ильинский». В 1939 году совхоз «Ильинский» стал одним из крупнейших хозяйств в Карельской АССР.
В 1957 году в состав поселения Ильинское вошли деревни Винокурово, Гошкила, Котчила, Мартойла, Ругойла, Слобода, Унойла, Юксила и Яккойла. Параллельно с этим были укрупнены соседние деревни: к деревне Антула были присоединены Сеппеля и Сямойла; к деревне Зивчала были присоединены Кирилла и Корвала.
В 1962 году образован рабочий посёлок Ильинский, с включением в его состав населённых пунктов — посёлок Лесозаводский, Старый завод, Куйкка, Украинка, Нурмойла, Ильинское, Зивчала, Антула и станция Ильинская. Сохранял статус посёлка городского типа до 1991 года.

## Население
| 1970 | 1979  | 1989  | 2002  | 2009  | 2010  | 2013  |
| ---- | ----- | ----- | ----- | ----- | ----- | ----- |
| 3320 | ↘3141 | ↗3334 | ↘3204 | ↘3102 | ↘2918 | ↘2810 |

## Экономика

### Промышленность
В посёлке работает ОАО «Племенное хозяйство „Ильинское“». Специализация племенного хозяйства — молочное животноводство.

### Торговля
В посёлке представлены такие крупные сети, как «Пятёрочка», «Магнит». Есть пункт выдачи интернет-магазина «Ozon».

### Финансовые услуги
В посёлке расположен филиал российского коммерческого банка «Сбербанк».

## Транспорт

### Автомобильное сообщение
Через посёлок проходит автодорога 86К-8 «Олонец — Питкяранта — Леппясилта».

### Железная дорога
Существует железнодорожная станция Ильинская (линия Янисъярви — Лодейное Поле) Волховстроевского отделения Октябрьской железной дороги.

## Образование и культура
В 1954 году была открыта библиотека — Котчильская сельская библиотека. Работает Ильинская средняя общеобразовательная школа, детская музыкальная школа. В 2006 году в Ильинском было создано муниципальное учреждение «Центр клубных инициатив».

## Памятники истории
В посёлке сохраняются памятники истории:
- Никольский Адриано-Ондрусовский монастырь[13]
- Братская могила советских воинов, погибших в годы Советско-финской войны (1941—1944)
- Могила Героя Советского Союза краснофлотца А. И. Мошкина
- Могила Героя Советского Союза подполковника В. Н. Леселидзе

## Памятники природы
В 2 км на северо-запад от посёлка расположен государственный региональный болотный памятник природы — Болото у реки Олонки площадью 42,0 га, типичный болотный комплекс восточного побережья Ладожского озера.
В окрестностях посёлка на полях расположена крупнейшая в Северной Европе стоянка перелётных птиц и государственный ландшафтный заказник «Андрусово» — особо охраняемая природная территория.

## Улицы
- ул. 4 Пятилетки
- ул. Антульская
- ул. Болотная
- ул. Гагарина
- ул. Ганичева
- ул. Дружбы Народов
- ул. Заводская
- пер. Заводской
- ул. Заречная
- ул. Зивчальская
- ул. Комсомольская
- ул. Котчильская
- ул. Крайняя
- ул. Леселидзе
- ул. Лесная
- ул. Луначарского
- ул. Молодёжная
- ул. Мошкина
- ул. Набережная
- ул. Новая
- ул. Октябрьская
- ул. Первомайская
- ул. Песочная
- ул. Пионерская
- ул. Садовая
- ул. Сосновый бор
- пер. Станционный
- ул. Старозаводская
- ул. Старый центр
- ул. Украинская